# Theodor Pauli
Theodor Pauli (* 22. September 1648 in Greifenhagen; † 12. August 1716 in Königsberg (Preußen)) war ein deutscher Rechtswissenschaftler.

## Leben
Der Sohn des Greifenhagener Bürgermeisters Joachim Pauli und dessen Frau Anna Habersack hatte 1665 das Gymnasium Kolberg  und später das Gymnasium Stargard besucht. An der Universität Greifswald hatte er ein Studium der Rechte aufgenommen, welches er 1667 an der Universität Frankfurt (Oder) fortsetzte. Danach begleitete er einen jungen Grafen auf eine Reise, die ihn nach Hamburg, Lübeck, an die Universität Wittenberg, an die Universität Leipzig und an die Universität Jena führte.
Zurückgekehrt nach Frankfurt, promovierte er 1672 zum Doktor der Rechte und ging 1673 als außerordentlicher Professor an die Universität Königsberg. 1677 wurde er ordentlicher Professor an der juristischen Fakultät und 1682 erster Professor derselben. 1697 wurde er Präses am Kriminalgericht und 1703 Tribunal- und Hofrat am Appellationsgericht. Pauli hatte sich auch an den organisatorischen Aufgaben der Hochschule beteiligt und war 1681, 1683, 1687, 1691 1695, 1699, 1703, 1707, 1711 sowie 1715 Rektor der Alma Mater.
Pauli hatte am 7. Januar 1675 Christina Dreier geheiratet. Diese war Tochter des Professors der Theologie Christian Dreier und dessen zweiter Ehefrau Sophia, Tochter des Kammerassessors Friedrich Lepner geheiratet. Als Sohn von Theodor Pauli ist Theodor Christian Pauli (* 29. Dezember 1685) bekannt.

## Werke
- Tractatum de veris juris et jurisprudentiae principiis. Königsberg 1699
- Diss. de emendatione propinquorum
- Diss. de conditione si non nupserit
- Diss. de ostensis
- Diss. de consensus parentum ad nuptias liberorum cet.